# Rotamer
Rotamerer er konformere, der adskiller sig ved rotation om kun en enkelt σ-binding. Det er kun en enkelt planer vinkel, der vil være forskellig mellem rotamerer. Konformere kan enten afvige rotationer om mange sigma-bindinger eller bare en (dvs. en rotamer er en konformer). Den roterende barriere, eller rotationsbarriere, kræver aktiveringsenergi for at konvertere fra en rotamer til en anden rotamer.
Forskellige konformere kan interkonvertere ved rotation omkring enkeltbindinger, uden at bryde de kemiske bindinger. Eksistensen af mere end en konformation, som regel med forskellige energier, skyldes hindres rotation om sp3-hybridiserede σ-bindinger. Den komparative stabilitet af forskellige konformere af et molekyle kan normalt forklares gennem forskelle i en kombination af sterisk repulsion og elektroniske effekter. Et forenklet eksempel er, at af et butan-molekyle set i Newman-projektionen er vist (set ned i de centrale C2-C3-bindinger) med relative rotationer af C1 og C4, der er illustreret. Den eneste unikke gauche-konformer i tilfælde af butan har en planer vinkel på 60°, anti-rotameren har en vinkel på 180°, og den formørkede rotamer er på 0° i CH3-CH2-CH2-CH3-binding. I forbindelse med 1-fluoropropan F-CH2-CH2-CH3, er der en gauche+ og en gauche--rotamer, med planere vinkler på +60 og -60 hhv. Butan har ikke begge på grund af symmetri.
Rotamerer kan vurderes i sammenhæng med det strukturelle miljø, eller i forhold til densitet (eller andre mængdemæssige data). Kun sidechain-atomer i en rotations-isomer evalueres. For hydrogen-bindinger og sammenstøds-detektering, interaktionerer rotamerer i det samme sæt, og den nuværende rest ved denne stilling ses der bort fra, men alle andre atomer i nærheden vil blive medtaget, medmindre andre modeller anvendes. Denne indstilling er nyttig for at forebygge overlejret beslægtede proteiner eller flere eksemplarer af den begyndende struktur fra at bidrage til tælleren. Hertil kommer, at atomer i samme model er uønskede for sådanne beregninger (for eksempel opløsningsmidler), bør udgå på forhånd.